# 손준
손준(孫峻, 219년 ~ 256년)은 중국 삼국시대 오의 관료이며 황족이다. 자는 자원(子遠). 승상을 역임하고 부춘후(富春侯)에 봉해졌었다. 손정의 증손이며, 오의 제2대 황제 폐제 손량의 섭정이다.

## 생애

### 제갈각 정권의 일각이 되어
어려서 궁마에 뛰어났고, 예리하고 용감하며 과단성이 있었다. 손권 말년에 무위도위로 옮겼고, 시중이 되었다. 대제 권은 죽을 때, 제갈각을 태자태부·대장군에 임명하여 어린 폐제·후관후 양(대제가 죽을 때 나이가 10세)을 보좌하게 했다. 또 중서령 손홍(孫弘)이 태자소부를 겸임하고, 회계태수 등윤은 태상이 되었다. 대제는 이 사람들과 장군 여거, 그리고 시중 손준을 불러 뒷일을 부탁했다. 손준은 정치를 보좌하라는 대제의 유조를 받아 무위장군을 겸임하고 숙위가 되었고, 도향후에 봉해졌다.
《삼국지》에 주석으로 인용된 《오서》에 따르면, 손준이 표를 올려 제갈각이 큰 일을 맡을 수 있다고 했으며, 대제는 제갈각이 독단적인 것을 꺼렸으나 제갈각만한 사람이 없었으므로 결국은 제갈각에게 대임을 맡겼다고 한다. 대제가 죽은 후, 태자소부 손홍이 제갈각과 화합하지 못했으므로 황제의 죽음을 숨기고 제갈각을 제거하려 했는데, 손준은 이 일을 제갈각에게 알려 제갈각의 목숨을 구했다.

### 집권
제갈각은 위 정벌에 실패하고, 돌아와서는 관리를 많이 바꾸고 사람들을 꾸짖었으며, 숙위를 바꾸어 자신과 가까운 사람을 임용하였다. 또 청주와 서주로 향하려 했다. 이로써 제갈각은 민심을 잃고 원망을 샀다. 손준은 이를 틈타 정변을 꾀해, 폐제 양과 상의하여 주연을 열고 제갈각을 불러들여, 불길한 예감을 느끼고 여러 차례 의심하는 제갈각을 안심시켜, 내전으로 들어오자 칼로 찔러 죽였다. 또 제갈각의 둘째 아들 제갈송(諸葛竦)과 셋째 아들 제갈건(諸葛建)이 도망하자, 기독 유승(劉承)을 파견하여 제갈송을 참수하고 제갈각의 삼족을 멸했다. 건흥 2년(253년) 10월의 일이었다.
제갈각을 제거한 손준은 승상·대장군으로 승진하였으며, 중앙과 외방의 모든 군사를 감독하고, 가절을 받았다. 이로써 손준은 오의 집권자가 되었다. 집권한 후 손준은 등윤과 속으로는 맞지 않았으나, 겉으로는 서로 포용했다. 일전에 손준이 제갈각을 주살하려고 폐제 양과 함께 주연을 열어 초대했을 때, 등윤은 궁궐에 들어가려다가 나오는 제갈각을 만나 손준의 음모는 까맣게 모르고 다만 예법에 따라 황제를 뵙도록 권유하여, 결과적으로 손준의 쿠데타가 성공하는 데 기여했다.

### 치세

#### 제1차 손준 주살 계획
제갈각은 자신의 인척인 폐태자 화를 각별히 여겼으므로, 민간에서는 제갈각이 손화를 영접하려 한다는 말이 있었다. 손준은 제갈각을 주살한 후 폐태자 화의 인수를 빼앗고 결국 죽였다. 사람들은 나라를 들 정도로 슬퍼했다. 손준은 중후한 명성이 없었고, 교만하고 음험하며, 형벌로 죽인 자가 많았으므로 백성들의 원망을 받았다. 또 궁중의 사람들과 간음하여, 공주 노반(대제의 딸로 주순, 전종의 부인)과 사통하기까지 했다.
오봉 원년(254년) 여름에 홍수가 발생했다. 가을에는 오후 손영(대제의 손자며 태자 등의 사자)이 손준을 주살하려 하였으나, 일이 발각되어 손영은 자살했다. 다만, 삼국지 주석에 보면, 오력에서는 이 일을 달리 서술하고 있으니, 손준이 손화를 무고히 죽여 사람들이 격분하고 탄식하였는데, 전사마 환려가 이를 이용하여 장수와 관리를 모으고 함께 손준을 죽이고 손영을 세우려 했는데, 손영은 이를 알지도 못했다고 한다. 어찌되었든 손준은 첫 위기는 넘겨내었다.

#### 관구검·문흠의 난
오봉 2년(255년) 봄 정월, 위에서 사마씨 정권에 대항하여 관구검(毌丘儉)과 문흠(文欽)이 거병하여 위의 중앙군과 악가에서 싸웠다. 손준은 이 소란을 듣고, 윤달 정월 9일 표기장군 여거, 좌장군 유찬과 함께 수춘을 치고자 군사를 일으켰다. 19일, 오군이 탁고에 이르렀을 때, 이미 진 문흠과 그 잔당 수만 명은 손준에게 투항했다. 손준은 여세를 몰아 수춘성을 공격하려 했으나, 이미 위의 진동대장군 제갈탄이 수춘성에 들어갔다는 말을 듣고 군사를 물렸다. 그러나 제갈탄은 장수 장반으로 하여금 오군을 추격하게 했고, 2월, 오군은 고파에서 장반에게 패배하여 유찬, 손릉, 장수 등의 장수를 잃었다. 3월, 손준은 주이로 하여금 안풍을 치게 했으나, 이기지 못했다. 결국 손준은 관구검의 난을 틈탄 북벌에서 패배하고 말았으며, 다만 문흠과 그 잔당을 얻었다.

#### 제2차 손준 주살 계획
이 해 가을 7월, 촉한에서 사자를 보냈다. 손준의 당숙이며 손교(孫皎)의 아들로, 장군·후작·무난독인 손의(孫儀)가, 장이(張怡), 임순(林恂)-혹 손소(孫邵), 임순(綝恂)-과 공모하여, 사자와 회견하는 틈을 타 손준을 죽이려 했다. 그러나 일이 탄로나 손의 등은 자살했고, 수십 명이 죽었다. 전공주(손노반)이 아우 주공주(노육)이 손의와 공모한다고 상주했으므로, 손준은 노육마저 누명을 씌워 죽였다.

#### 광릉 축성
손준은 광릉에 성을 쌓고자 하여, 위위 풍조(馮朝)로 하여금 성을 쌓게 하고, 장군 오양(吳穰)을 광릉태수로, 유략(留略)을 동해태수로 임명했다. 조정 신료들은 그 곳에 성을 쌓는 것이 불가한 것을 알았지만, 손준을 두려워하여 아무도 말하지 못했고, 오직 등윤만이 간하여 그치게 하려 했지만, 손준은 듣지 않았다. 이 해 큰 가뭄이 들었으며, 결국 축성은 실패로 돌아갔다.

#### 2차 북벌 계획, 사망
이듬해, 곧 태평 원년(256년), 손준은 전에 위에서 투항해 온 정북대장군 문흠의 계책을 받아들여 위로 출정하기로 했다. 8월, 먼저 문흠, 여거, 거기장군 유찬(劉纂), 진남장군 주이(朱異), 전장군 당자(唐咨)의 군사로 강도에서 회수·사수로 들어가 청주와 서주를 취할 계획을 세우게 했다. 등윤과 함께 석두에서 군사를 전별한 후, 종자 1백을 거느리고 여거의 군영에 들어갔다. 여거가 군사를 정돈하였고, 손준은 이를 싫어하여 가슴이 아프다 칭탈하고 떠났다. 마침내, 제갈각에게 공격받는 꿈을 꾸고 두려워하다 병이 나 죽었다. 이때 38세였다. 유언으로 후사는 종제 손침(孫綝)에게 맡겼다.
손침이 경제에게 주살당한 후, 경제는 손준의 관을 꺼내 인수를 빼앗고, 손준과 손침의 이름을 종실에서 삭제하고, 고준(故峻), 고침(故綝)이라 불렀다.

## 인물평
진수(陳壽)는 제갈등이손복양전 말미에서, “손준, 손침은 흉악한 행실이 가득하여 본래 논할 가치도 없는 자”라고 평했다.

## 친족 관계
- 손종(고조부)
  - 손견(종증조부)
    - 손권(재종조부)
      - 손량(재종숙)

  - 손정(증조부)
    - 손고(조부)
      - 손공(아버지)
        - 손준

      - 손작(작은아버지)
        - 손침(종제)

    - 손유(종조부)
    - 손교(종조부)
      - 손의(당숙)

    - 손환(종조부)

## 같이 보기
- 삼국지 인물 목록

## 참고 자료
- 진수,《삼국지》권48 오서 3 삼사주전
- 진수,《삼국지》권50 오서 5 비빈전
- 진수,《삼국지》권59 오서 14 오주오자전
- 진수,《삼국지》권64 오서 19 제갈등이손복양전

| 전임 주거 (대리) | 제5대 동오의 승상 253년 ~ 256년 | 후임 손침 |